# Gudum Sogn (Slagelse Kommune)
 For alternative betydninger, se Gudum Sogn. (Se også artikler, som begynder med Gudum Sogn)
Gudum Sogn er et sogn i Slagelse-Skælskør Provsti (Roskilde Stift).
Siden 1574 var Gudum Sogn fra Slagelse Herred i Sorø Amt anneks til Havrebjerg Sogn fra Løve Herred i Holbæk Amt. Trods annekteringen dannede hvert sogn sin egen sognekommune. Havrebjerg blev ved kommunalreformen i 1970 indlemmet i Slagelse Kommune. Gudum gik med i Vestermose Kommune, der i 1966 blev dannet nordøst for Slagelse. Men den var for lille og blev også indlemmet i Slagelse Kommune ved selve kommunalreformen.
I Gudum Sogn ligger Gudum Kirke.
I sognet findes følgende autoriserede stednavne:
- Gudum (bebyggelse, ejerlav)
- Gudumgård (landbrugsejendom)
- Stridsmølle (bebyggelse)